# Списък на видовете телескопи
Това е списък на основните типове астрономическите инструменти според оптичните им системи. Всички те имат силни и слаби страни и се използват в различни области на астрономията.
Рефрактори
- Ахроматичен
- Апохроматичен

Рефлектори
- Телескоп система Нютон
- Система Касегрен
- Телескоп на Грегори
- Касегрен-Куде
- Телескоп на Максутов
- Ричи-Кретиен

Комбинирани системи
- Максутов-Касегрен
- Шмидт-Касегрен

Тези системи могат да бъдат поставени на различни монтировки.
Алт-Азимутни (ALT-AZ) Монтировки
- Алт-Азимутна монтировка
- Добсън

Екваториални монтировки
- Екваториална монтировка
- Немска екваториална монтировка

Други монтировки
- Транзитна установка
- Зенитна установка